# 奧利韋拉迪阿澤梅什
40°50′N 8°29′W / 40.833°N 8.483°W
奧利韋拉迪阿澤梅什（葡萄牙語：Oliveira de Azeméis），是葡萄牙的城鎮，位於該國中北部，由阿威羅區負責管轄，始建於1779年，面積161.1平方公里，2011年人口68,611，人口密度每平方公里425.89人。